# نیکولاس زیسیس
نیکولاس زیسیس (یونانی: Νικόλαος "Νίκος" Ζήσης؛ زادهٔ ۱۶ اوت ۱۹۸۳) یک بازیکن بسکتبال اهل یونان است.